# La cena di addio
La cena di addio è il singolo di debutto di Dente, pubblicato nel 2007 in free download sul sito internet Rockit.it. La registrazione è avvenuta al Piccolo Studio di Rezzato, a Brescia, da Daniele Salodini e Dente. Il singolo non è estratto da nessun album e non è stato registrato alcun videoclip dopo la sua uscita.

## Tracce
Testi e musiche di Dente.
1. La cena di addio – 4:31

## Formazione
- Dente - voce, chitarra, kazoo
- Andrea Cipelli - organo, basso
- Gianluca Gambini - batteria
- Andrea Abeni - chitarra elettrica